# Grobnica narodnih herojev, Zagreb
Grobnica narodnih herojev v Zagrebu je bila postavljena leta 1968 in se nahaja na pokopališču Mirogoj.
V grobnici niso pokopani samo narodni heroji, ampak tudi nekatere druge znane osebnosti delavskega gibanja Jugoslavije.

## Seznam
Na desni plošči
- Janko Mišić (1900 - 1929), organizacijski sekretar CK SKOJ-a
- Zlatko Šnajder (1903 - 1931), sekreat CK SKOJ-a
- Josip Adamić, član MK KPJ za Zagreb in sekretar PK SKOJ-a za Hrvatsku
- Nikola Hećimović (1900 - 1929), sekretar »Crvene pomoći«
- Rade Končar (1911 - 1942), politički sekretar CK KPH, komandant Operativnega partijskega poveljstva Hrvaške in narodni heroj.
- Vojin Kovačević (1913 - 1941), član Biroja MK KPH za Zagreb in narodni heroj
- Đuro Salaj (1889 - 1958), predsednik Zveze sindikatov Jugoslavije
- Stjepan Debeljak (1908 - 1968), družbeno-politični delavec in narodni heroj
- Kata Pejnović (1899 - 1966), družbeno-politični delavec in narodni heroj
- Rade Grmuša (1907 - 1975), general-major JLA in narodni heroj
- Mile Počuča (1899 - 1979), društveno-politički radnik in narodni heroj
- Izidor Štrok (1911-1984), general JLA in narodni heroj
- Dušan Egić (1916 - 1985), general-podpolkovnik JLA in narodni heroj

Na levi plošči
- Pero Popović Aga (1905 - 1930), organizacijski sekretar CK SKOJ-a
- Josip Debeljak (1902 - 1931), sekretar CK SKOJ-a
- Josip Kolumbo (1905 - 1930), politički sekretar CK SKOJ-a
- Paja Marganović (1904 - 1929), sekretar CK SKOJ-a
- Josip Kraš (1900 - 1941), član CK KPH in CK KPJ in narodni heroj
- Janko Gredelj (1916 - 1941), narodni heroj
- Božidar Maslarić (1895 - 1963), družbeno-politični delavec in narodni heroj
- Većeslav Holjevac (1917 - 1970), družbeno-politični delavec, župan Zagreba in narodni heroj
- Uroš Krunić (1914 - 1973), general-major JLA in narodni heroj
- Pavle Vukomanović (1903-) podpolkovnik JLA in narodni heroj
- Dušan Ćorković (1921 - 1980), general-polkovnik JLA
- Adam Petrović (1913-), družbeno-politični delavec in narodni heroj
- Stevan Opsenica (1913-), general-major JLA in narodni heroj
- Milan Kuprešanin (1911-2005), general-polkovnik JLA in narodni heroj
- Franjo Knebl (1915-2006), general-major JLA in narodni heroj